# Friedrichshafen FF 39
Der Friedrichshafen FF 39 war ein deutsches Marineflugzeug im Ersten Weltkrieg. Er gehörte zur Gattung Zweisitziges Schwimmerflugzeug mit einem MG mit Funkgeber und Empfänger(C.HFT.).

## Entwicklung
Die FF 39 war eine von Theodor Kober konstruierte Weiterentwicklung der FF 33. Der Prototyp wurde am 11. Dezember 1915 bestellt, mit der Marine-Nummer 587 am 2. Dezember 1916 nach Warnemünde geliefert und am 25. März 1917 abgenommen. Zwei weitere wurden bestellt. Die Zweite wurde am 12. Februar 1916 bestellt, mit der Marine-Nummer 643 am 31. März 1917 nach Warnemünde geliefert und am 17. April 1917 abgenommen. Die Dritte wurde am 12. Februar 1916 bestellt, mit der Marine-Nummer 645 am 31. März 1917 nach Warnemünde geliefert und am 26. April 1917 abgenommen.
Die Propellerhersteller waren die Firma Wotan für die 587, die Firma Integral für die 643 und die Firma Niendorf für die 645.
Die beiden Schwimmer hatten eine Länge von 6,50 m bis. 6,58 m bei einer Breite von 0,91 m je nach Bauzustand.
Das Gewicht der Schwimmer lag zwischen 96 kg  und 109,5 kg bei je einem Volumen von 2400 l je nach Marinenummer, ausreichend um die maximale Startmasse von 2079 kg schwimmend zu tragen.

## Marinenummern zur Friedrichshafen FF 39
| 587 | 643 | 645 |
| --- | --- | --- |

## Technische Daten

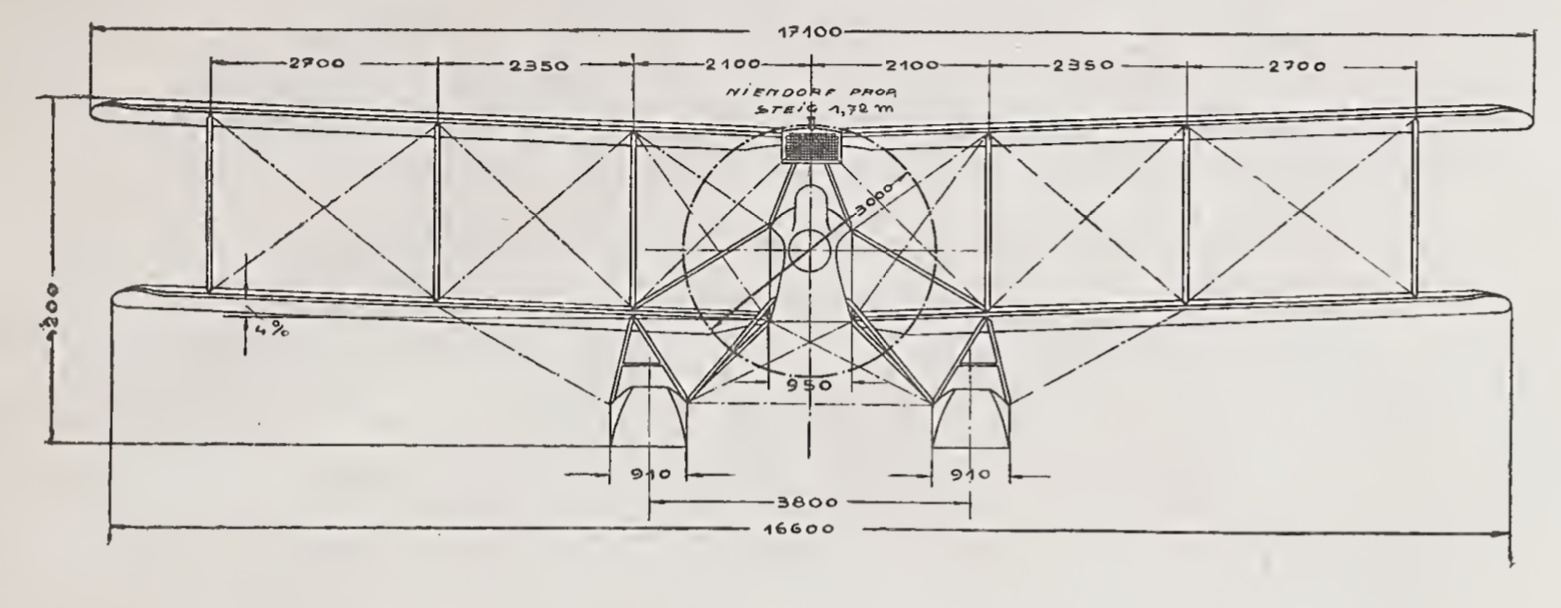
Riss der Vorderansicht

| Kenngröße             | Daten                                                                                   |
| --------------------- | --------------------------------------------------------------------------------------- |
| Besatzung             | 2                                                                                       |
| Länge                 | 10,85 m                                                                                 |
| Spannweite            | 17,10 m Oberflügel, 16,60 m Unterflügel                                                 |
| Höhe                  | 4,25 m                                                                                  |
| Flügelfläche          | 68,5 m²                                                                                 |
| Querruder             | 4,72 m²                                                                                 |
| Höhenruder            | 1,80 m²                                                                                 |
| Seitenruder           | 1,20 m²                                                                                 |
| Leermasse             | 1370–1386 kg                                                                            |
| Startmasse            | 2034–2079 kg                                                                            |
| Höchstgeschwindigkeit | 143 km/h in NN                                                                          |
| Steigzeit auf 1000 m  | 7 min bis 12 min je nach Propeller                                                      |
| Steigzeit auf 2000 m  | 17 min bis 27 min je nach Propeller                                                     |
| Dienstgipfelhöhe      | ? m                                                                                     |
| Reichweite            | 600 km                                                                                  |
| Brennstofftank        | 340 bis 460 l je nach Marinenummer                                                      |
| Flugdauer             | 5¾ h bis 6,5 h je nach Tank                                                             |
| Propellerdurchmesser  | 2,88 m bei 1,80er Steigung (3,00/1,68) (3,00/1,72)                                      |
| Triebwerk             | ein wassergekühlter 6-Zylinder-Reihenmotor Benz Bz IV, mit 220 PS (162 kW) Nennleistung |
| Bewaffnung            | ein bewegliches Parabellum MG 14, 7,92 mm                                               |